# ETCS

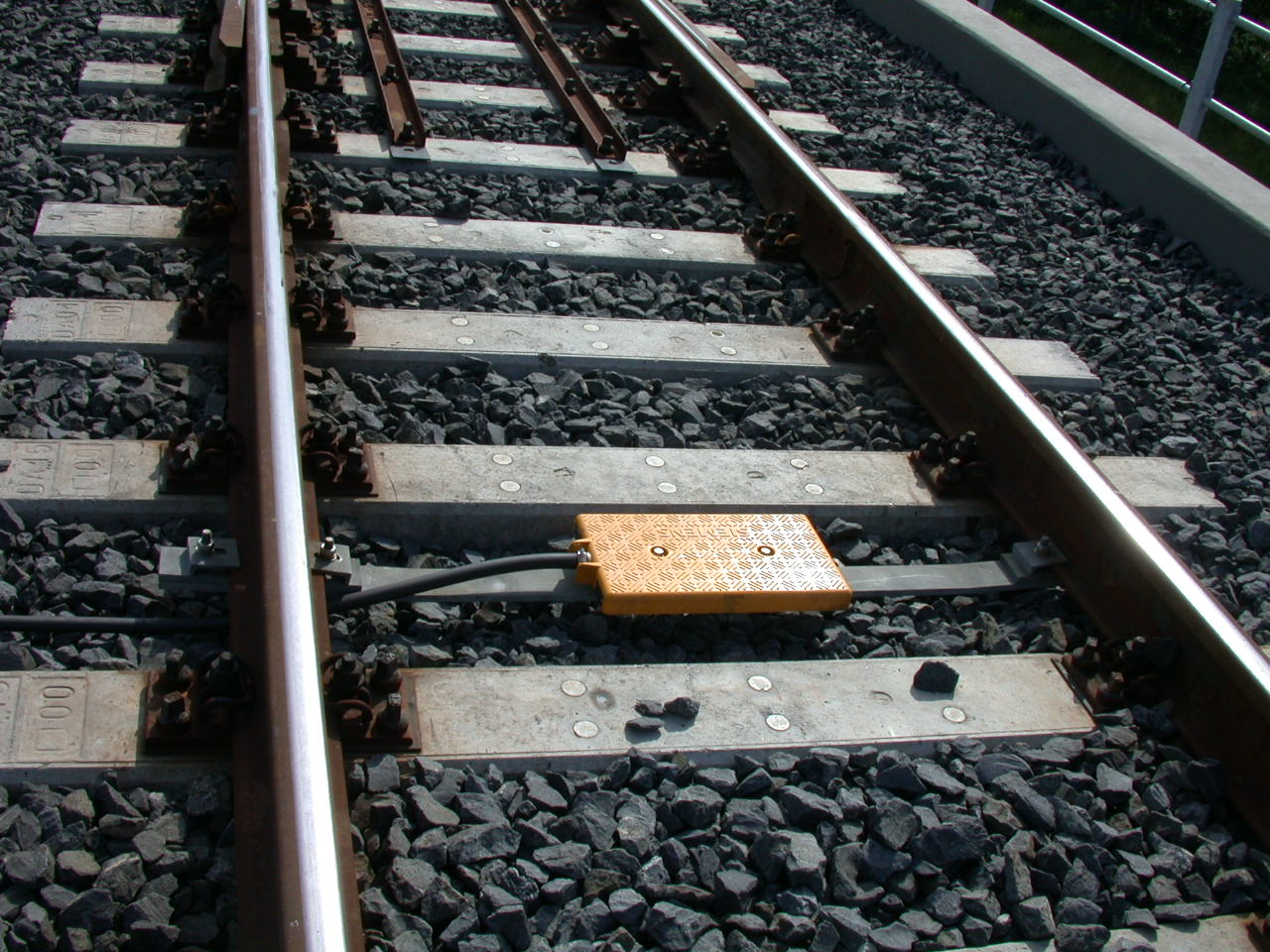
Eurobalisa d'un sistema ETCS.

El sistema de control ferroviari europeu, curt del sigle en anglès  ETCS (European Train Control System ) és un sistema de senyalització i control ferroviari utilitzat a la Unió Europea. Forma part del sistema europeu de gestió del trànsit ferroviari (ERTMS).
Va ser dissenyat per substituir els nombrosos sistemes de seguretat incompatibles entre si que es feien servir en els ferrocarrils europeus (per exemple el Transmission voie-machine a França i l'ASFA a Espanya).

## Història
L'especificació es va escriure el 1996 com a resposta a la  Directiva del Consell de la Unió Europea 96/48/EC del 23 de juliol de 1996 sobre la interoperabilitat del sistema ferroviari transeuropeu d'alta velocitat .
El ETCS es desenvolupa dins de la iniciativa ERTMS (Sistema europeu de gestió del trànsit ferroviari), i es va provar en sis companyies ferroviàries des de 1999. A Hongria, existeix una línia equipada amb ETCS Nivell 1 entre Budapest i Hegyeshalom. A Itàlia hi ha una línia amb ETCS Nivell 2 entre Roma i Nàpols, operativa des de desembre de 2005.
Les xarxes de ferrocarrils europees han evolucionat com xarxes nacionals separades i independents entre si amb poc en comú excepte les característiques de maquinària i certs mecanismes estàndard. Hi ha diferències notables entre les xarxes ferroviàries de cada país pel que fa a senyalització, sistemes de control i fins i tot tensions de funcionament.
El sistema ETCS es divideix en tres nivells funcionals i estructurals (nivells d'aplicació). El nivell d'ETCS implantat al llarg d'un trajecte depèn de l'equip instal·lat al trajecte i de la forma en què la informació es transmet al tren. Simplificant, l'ETCS transmet informació sobre la ruta i el permís per desplaçar-se a una velocitat donada al maquinista del tren. El maquinista visualitza aquesta informació a la cabina. Un tren equipat amb un sistema ERTMS/ETCS (EuroCab) pot operar en qualsevol línia ETCS sense cap restricció tècnica.

## Funcionament

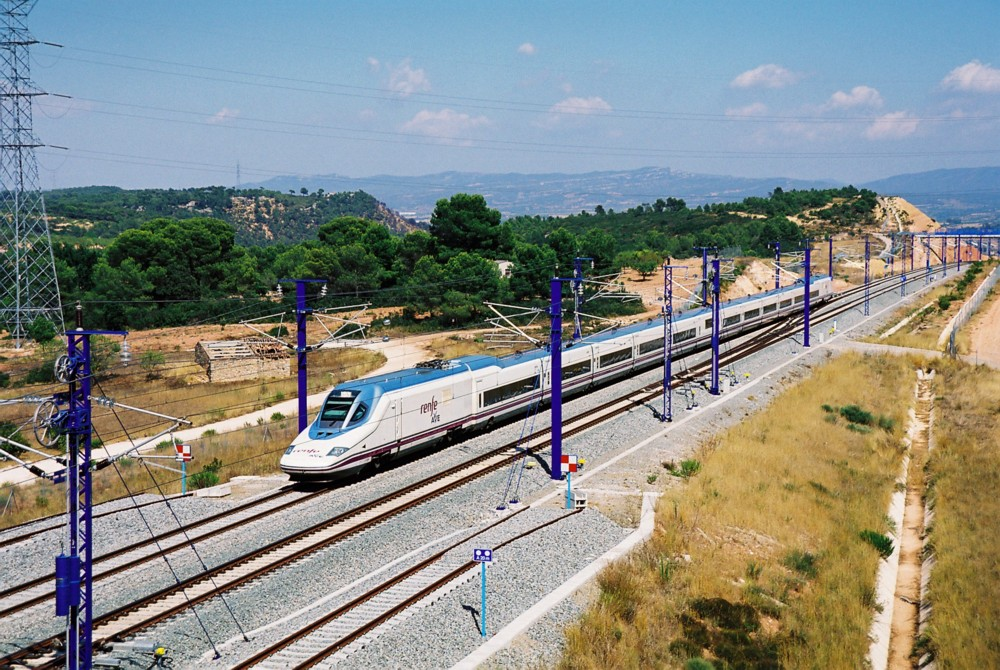
La línia d'alta velocitat Madrid-Barcelona està equipada amb els nivells 1 i 2.

L'objectiu d'un sistema ETCS, com el dels nombrosos sistemes d'alarma automàtics nacionals quepretén substituir, és aturar el tren si l'agent de conducció no respecta els senyals de la línia, i així evitar accidents per error humà. En el cas dels trens d'alta velocitat no és possible que els agents observin adequadament els senyals,
 de manera que l'ETCS incorpora també un sistema de representació de l'estat de la senyalització a la cabina.
Funciona amb el principi que el trent comuniqui amb la via i rep informació de l'estat dels senyals i les limitacions de velocitat que el tren té per davant. Mostra a l'agent de conducció en una pantalla, i aplica el fre d'emergència si no es compleixen les condicions ordenades pels senyals.
Hi ha diversos mètodes de comunicació entre la senyalització, cadascun dels quals té una complexitat i resultats diferents. En lloc de decantar per un mètode concret la norma ETCS admet diversos mètodes, que s'organitzen mitjançant nivells. El nivell superior d'acord és el sistema més complex i admet majors prestacions. Quan un sistema ETCS s'engloba dins d'un sistema ERTMS, se sol denominar també l'ERTMS segons el nivell del qual disposa l'ETCS que el compon.

### STM
El STM no és un nivell d'ETCS sinó un sistema de transició intermèdia que permeti als trens ETCS circular per línies amb sistemes de seguretat nacionals que no disposen d'ETCS. Consisteix a llegir la informació de les balises de cada país normalment, i traduir-les en un pas intermedi per integrar-les al sistema ETCS del tren, que les aplica i representa com si hagués llegit informació d'un sistema ETCS real. La compatibilitat i aplicabilitat d'aquest sistema depèn molt de les característiques del sistema de seguretat nacional.

### ETCS-Nivell 0
En un ETCS de nivell 0 no existeix comunicació entre la via i el tren. En aquest cas l'ETCS tan sols realitza comprovacions menors, i la comprovació dels senyals queda exclusivament sota criteri de l'agent de conducció.
Està dissenyat per a ser utilitzat només en situacions poc corrents, com una avaria del sistema o la circulació esporàdica en una línia que no disposi del sistema. Si el tren rep alguna informació trobant-se en aquest nivell, la ignora, excepte si es tracta de la notificació de la transició a un altre nivell.

### ETCS-Nivell 1

ETCS-Nivell 1.

En un ETCS de nivell 1 la comunicació entre la via i el tren es realitza mitjançant balises situades puntualment al llarg de la via. Les balises que compleixen amb l'especificació ETCS són conegudes com a «eurobalises». La balisa transmet per radiofreqüència en un paquet digital la informació dels senyals i limitacions de velocitat que rep, que el tren llegeix mitjançant un captador situat sota el seu bastidor en passar sobre la balisa. L'ordinador de bord monitora i calcula de forma contínua la velocitat màxima i la corba de frenada a partir d'aquestes dades.
Aquest sistema no substitueix el sistema de senyalització de la línia, tan sols transmet el seu estat i vigila el seu compliment, no cal modificar els sistemes de senyalització ja existents en la línia per a la seva instal·lació.
El tren ha de sobrepassar la eurobalisa per obtenir la següent informació sobre la velocitat i condicions de moviment a causa de la transmissió puntual de les dades. Un dels problemes que això genera és que si s'ordena al tren aturar davant el senyal, i el següent senyal passa a via lliure abans que el tren l'abast, el tren ha de continuar amb el procés de frenada encara que l'agent de conducció hagi reconegut la via lliure, ja que el tren no la reconeixerà com a tal fins a aconseguir la eurobalisa del senyal. perquè la transmissió de la informació sigui més contínua, s'admet la instal·lació de eurobalises addicionals o d'un cable radiant (conegut com a «EuroLoop»).

### ETCS-Nivell 2

ETCS-Nivell 2.

En un ETCS de nivell 2 la comunicació entre la via i el tren es realitza de forma contínua mitjançant una connexió de ràdio digital. La connexió per ràdio utilitza el protocol GSM-R, similar a l'utilitzat en telefonia mòbil però amb canals i protocols específics.
Com en el nivell 1, la funció del sistema és informar de les limitacions i senyals, no substituint la instal·lació ja existent, però el nivell 2 admet la representació de la senyalització mitjançant una pantalla en cabina, permetent eliminar per complet la senyalització lateral. Una altra diferència sobre el nivell anterior és que les ordres donades als trens inclouen una identificació sobre cap a quin tren està dirigida. La comunicació és contínua en tot moment, tant de la via cap al tren indicant el seu estat, com del tren cap a la via indicant la seva posició. Les eurobalises del nivell 1 són utilitzades com a correcció del sistema de posicionament dels trens.

### ETCS-Nivell 3

ETCS-Nivell 3.

En un ETCS de nivell la comunicació també es realitza mitjançant ràdio digital GSM-R, però a diferència de l'anterior no mostra la informació d'un sistema de senyalització subjacent, sinó que inclou un sistema de bloqueig en si mateix. La tecnologia utilitzada és molt similar a la necessària per al nivell anterior.Aquest nivell actualment tan sols ha estat desenvolupat en l'àmbit experimental.